# Odontodoryctes gaullei
Odontodoryctes gaullei är en stekelart som beskrevs av Granger 1949. Odontodoryctes gaullei ingår i släktet Odontodoryctes och familjen bracksteklar. Inga underarter finns listade i Catalogue of Life.